# Edmund Nowak
Edmund Nowak (ur. 3 grudnia 1891 w Półwiosku Starym; zm. 8–9 kwietnia 1940 w Kalininie) – proboszcz ksiądz Wojska Polskiego, magister teologii, doktor filozofii, ofiara zbrodni katyńskiej, kandydat do procesu beatyfikacyjnego.

## Życiorys
Urodził się 3 grudnia 1891 w Półwiosku Starym, w powiecie konińskim, jako syn Franciszka i Zuzanny z Przędzików. W 1906 rozpoczął naukę w rosyjskim gimnazjum w Koninie, skąd przeniósł się do Szkoły Handlowej w Kaliszu. W 1909 wstąpił do Wyższego Seminarium Duchownego we Włocławku, które ukończył 7 marca 1915 i otrzymał święcenia kapłańskie we włocławskiej bazylice katedralnej. W latach 1915–1919 posługiwał jako wikariusz i katecheta w Aleksandrowie Kujawskim, Włocławku, Dłutowie, Działoszynie i Brzeźniu w wpowiecie sieradzkim. Był społecznikiem, zakładał szkoły powszechne i krawieckie, ochronki, biblioteki, czytelnie i kółka rolnicze. W 1917, w czasie I wojny światowej, podczas posługi w Działoszynie, współpracował z konspiracyjną Polską Organizacją Wojskową – Działoszyn znajdował się wówczas pod okupacją austro–węgierską, tuż przy granicy z terenami okupowanymi przez Niemcy.
Po zakończeniu I wojny światowej i odzyskaniu przez Polskę niepodległości zgłosił się dobrowolnie 5 maja 1919 do Wojska Polskiego (przyjęty został 1 czerwca 1919) jako kapelan kontraktowy, a rok później jako kapelan zawodowy. W czasie wojny polsko–bolszewickiej w 1920 kapelan 3. Pułku Ułanów, walczącego na froncie północnym. 3 maja 1922 został zweryfikowany w stopniu kapelana ze starszeństwem od 1 czerwca 1919 i 40. lokatą w duchowieństwie wojskowym wyznania rzymsko-katolickiego. Do 1934 był kapelanem w garnizonach Grodno, Wołkowysk i garnizonie Złoczów oraz administratorem parafii w Nowej Wiljce. 1 lipca 1930 ukończył studia na Uniwersytecie im. Stefana Batorego w Wilnie, uzyskując dyplom magistra filozofii. 8 maja 1934 na podstawie rozprawy doktorskiej „Rys dziejów duszpasterstwa wojskowego w Polsce 968–1831" otrzymał na Uniwersytecie Jana Kazimierza we Lwowie stopień doktora filozofii. Napisał trzy prace o duszpasterstwie wojskowym. 4 lutego 1934 prezydent RP nadał mu z dniem 1 stycznia 1934 stopień starszego kapelana i 3. lokatą w duchowieństwie wojskowym wyznania rzymsko-katolickiego. Od czerwca 1934 do września 1939 pełnił służbę na stanowisku administratora parafii wojskowej w Lublinie. Na stopień proboszcza został awansowany ze starszeństwem z 19 marca 1939 i 3. lokatą w duchowieństwie wojskowym wyznania rzymsko-katolickiego.
W czasie kampanii wrześniowej szef służby duszpasterskiej Armii „Lublin”. Prawdopodobnie do 14 września 1939 przebywał wraz z DOK II w Lublinie, a następnie wraz z nim – w tym gen. Mieczysławem Smorawińskim – udał się, zgodnie z rozkazami, do Kowla, a potem do Włodzimierza Wołyńskiego. Po dotarciu po 17 września 1939 najeźdźczej armii rosyjskiej do Włodzimierza Wołyńskiego prawdopodobnie zamierzał – zgodnie z porozumieniem gen. Smorawińskiego z Rosjanami, wynegocjowanym w pertraktacjach – udać się wraz z oddziałami polskimi na zachód, w kierunku Bugu. 20 września 1939, po wyruszeniu z Włodzimierza, wszyscy zostali zatrzymani przez Rosjan i „internowani” w obozie przejściowym w Szepetówce. Od 28 października 1939 przebywał w obozie kozielszczańskim, skąd 4 listopada trafił do obozu jenieckiego w Kozielsku, z którego został wywieziony – wśród 41 jeńców – 23 lub 24 grudnia 1939 do więzienia Butyrki w Moskwie, a następnie 29 grudnia 1939 przewieziony do obozu jenieckiego w Ostaszkowie. 6 kwietnia 1940 został przekazany do dyspozycji naczelnika Obwodowego Zarządu NKWD w Kalininie – lista wywózkowa nr 05/3 z 5 kwietnia 1940, pozycja 71 (teczka personalna nr 1331). Między 8 a 9 kwietnia 1940 został zamordowany w siedzibie Zarządu NKWD w Kalininie (obecnie Twer) przez funkcjonariuszy Obwodowego Zarządu NKWD w Kalininie oraz pracowników NKWD przybyłych z Moskwy na mocy decyzji Biura Politycznego KC WKP(b) z 5 marca 1940. Ofiary tej zbrodni grzebano w lesie, gdzie od 2 września 2000 mieści się oficjalnie Polski Cmentarz Wojenny w Miednoje.

## Upamiętnienie
Decyzją Ministra Obrony Narodowej nr 439/MON z 5 października 2007 awansowany pośmiertnie na stopień pułkownika. Awans został ogłoszony 9 listopada 2007 w Warszawie, w trakcie uroczystości „Katyń Pamiętamy – Uczcijmy Pamięć Bohaterów”.
Z inicjatywy społeczeństwa dla jego pamięci posadzono "Dęby Katyńskie" we Włocławku (certyfikat 000372/000195/WE/2008) oraz w Golenicach (certyfikat nr 000212/000195/WE/2008).
12 maja 2019 w Kalwarii Pacławskiej odbyła się uroczystość związana z odsłonięciem oraz poświęceniem tablicy pamiątkowej i Alei Dębów Pamięci Kapelanów Katyńskich przy kaplicy „Ukrzyżowanie”. Wśród 32 kapelanów wojskowych różnych wyznań, zamordowanych w Katyniu i innych miejscach kaźni w 1940, jest wymieniony płk dr Edmund Nowak.

## Odznaczenia
- Złoty Krzyż Zasługi[1]
- Medal Pamiątkowy za Wojnę 1918–1921[1]
- Medal Dziesięciolecia Odzyskanej Niepodległości[1]